# The Bastard Fairies
The Bastard Fairies (dt. Die Bastard-Feen) ist ein US-amerikanisches Musik-Duo aus Los Angeles, das als Internet-Phänomen beschrieben wird.

## Geschichte
Das 2005 gegründete Duo besteht aus der Sängerin/Dichterin Yellow Thunder Woman (die englische Übersetzung ihres Geburtsnamens Wakinyan Zi Win; dt. Gelber-Donner-Frau), einer Uramerikanerin, und dem Gitarristen/Songschreiber Robin Davey, einem Engländer aus Great Cheverell bei Devizes, Wiltshire, der früher mit seinem Bruder Jesse das Duo The Davey Brothers bildete.
Das Duo, das oft mit Gastmusikern auftritt, nahm das erste Album Memento Mori „mit einem Mac“ auf und bietet zwölf seiner Songs (skurrile Texte und unkomplizierte Melodien) zum freien Herunterladen auf seiner Website an, „um seine Musik bekannt zu machen“. Die kommerzielle Version enthält fünf weitere Songs. 
The Bastard Fairies waren 2007 die Nr. 18 der „Most Subscribed (All Time) Musicians“ und die Nr. 31 der „Most Viewed (All Time) Musician“ auf YouTube.
Robin Davey und Yellow Thunder Woman haben auch den Dokumentarfilm The Canary Effect aufgenommen, der die Auswirkungen der US-amerikanischen Politik auf die amerikanisch-indianischen Ureinwohner zeigt. Dieser Film gewann den „The Stanley Kubrick Award For Bold and Innovative Film Making“ auf dem Michael Moore Traverse City Film Festival im Jahr 2006. Das Duo gewann auch die Auszeichnung „Best Music Video“ bei den „American Indian Motion Picture Awards“ im Jahr 2006.

## Kontroverses Video
Das Duo veröffentlichte ein Promotionsvideo mit dem Titel The Coolest 8 Year Old In The World Talks About O'Reilly (dt. Die coolste Achtjährige der Welt spricht über O'Reilly), in der ein kleines Mädchen Politik, Religion und soziale Themen kommentiert. Das Video wurde in der Talkshow The O’Reilly Factor im Fox News Channel gezeigt und in einer Diskussion zwischen dem TV-Moderator Bill O’Reilly und der Kindesfürsprecherin Wendy Murphy als „Kindesmissbrauch“ und „emotionaler Missbrauch“ beschrieben.
The Bastard Fairies erklärten daraufhin im Vorspann des Videos:

„Official Statement: This video features a talented young actress playing a fictitious character. It is a commercial for the band 'The Bastard Fairies' and directed by an award winning documentary film making team.“

In Deutsch: 

„Offizielle Stellungnahme: Dieses Video zeigt eine talentierte junge Schauspielerin, die eine fiktive Person spielt. Es ist ein Werbevideo für die Gruppe 'The Bastard Fairies' und Regie führte ein mit einem Preis ausgezeichnetes Dokumentarfilm-Team.“

Bis zum 11. September 2007 wurde dieses Video mehr als 1,6 Millionen Mal abgerufen und hält mehrere Auszeichnungen auf YouTube, darunter Platz 10 der „meistdiskutierten Videos“ in der Sparte „Nachrichten und Politik“.

## Diskografie
- Memento Mori (CD-Album; 10. April 2007)
- Man Made Monster (EP; 5. August 2010)